# Athletic Football Club Bournemouth 2022-2023
Questa voce raccoglie le informazioni riguardanti l'Athletic Football Club Bournemouth nelle competizioni ufficiali della stagione 2022-2023.

## Stagione
Questa stagione è la prima stagione in Premier League per il Bournemouth dal 2019-2020 dopo la promozione nella stagione precedente. Oltre alla partecipazione in Premier League, il Bournemouth prenderà parte alla FA Cup ed alla EFL Cup.

## Maglie e sponsor
È stato confermato Umbro come sponsor tecnico, ed il nuovo sponsor ufficiale Dafabet.
| Casa | Trasferta | Terza Divisa |

## Rosa
Rosa e numerazione aggiornate al 21 aprile 2023. 
 In corsivo i calciatori ceduti a stagione iniziata durante le sessioni estiva ed invernale 
| N. |                         | Ruolo | Calciatore         |
| -- | ----------------------- | ----- | ------------------ |
| 1  | Irlanda (bandiera)      | P     | Mark Travers       |
| 2  | Inghilterra (bandiera)  | D     | Ryan Fredericks    |
| 3  | Inghilterra (bandiera)  | D     | Jack Stephens      |
| 4  | Inghilterra (bandiera)  | C     | Lewis Cook         |
| 5  | Inghilterra (bandiera)  | D     | Lloyd Kelly        |
| 6  | Galles (bandiera)       | D     | Chris Mepham       |
| 7  | Galles (bandiera)       | C     | David Brooks       |
| 8  | Colombia (bandiera)     | C     | Jefferson Lerma    |
| 9  | Inghilterra (bandiera)  | A     | Dominic Solanke    |
| 10 | Scozia (bandiera)       | C     | Ryan Christie      |
| 11 | Danimarca (bandiera)    | A     | Emiliano Marcondes |
| 11 | Burkina Faso (bandiera) | A     | Dango Ouattara     |
| 12 | Inghilterra (bandiera)  | P     | Darren Randolph    |
| 13 | Brasile (bandiera)      | P     | Neto               |
| 14 | Inghilterra (bandiera)  | D     | Joe Rothwell       |
| 15 | Inghilterra (bandiera)  | A     | Adam Smith         |
| 16 | Inghilterra (bandiera)  | D     | Marcus Tavernier   |

| N. |                           | Ruolo | Calciatore          |
| -- | ------------------------- | ----- | ------------------- |
| 17 | Inghilterra (bandiera)    | D     | Jack Stacey         |
| 18 | Giamaica (bandiera)       | A     | Jamal Lowe          |
| 18 | Uruguay (bandiera)        | D     | Matías Viña         |
| 19 | Inghilterra (bandiera)    | C     | Junior Stanislas    |
| 21 | Galles (bandiera)         | A     | Kieffer Moore       |
| 22 | Inghilterra (bandiera)    | C     | Ben Pearson         |
| 22 | Costa d'Avorio (bandiera) | C     | Hamed Junior Traoré |
| 23 | Inghilterra (bandiera)    | D     | James Hill          |
| 24 | Ghana (bandiera)          | A     | Antoine Semenyo     |
| 25 | Argentina (bandiera)      | D     | Marcos Senesi       |
| 27 | Ucraina (bandiera)        | C     | Ilya Zabarnyi       |
| 29 | Danimarca (bandiera)      | C     | Philip Billing      |
| 32 | Inghilterra (bandiera)    | A     | Jaidon Anthony      |
| 33 | Zimbabwe (bandiera)       | D     | Jordan Zemura       |
| 37 | Scozia (bandiera)         | A     | Siriki Dembélé      |
| 38 | Inghilterra (bandiera)    | A     | Christian Saydee    |
| 40 | Inghilterra (bandiera)    | P     | Will Dennis         |

## Calciomercato

### Sessione estiva
| Acquisti         | Acquisti         | Acquisti     | Acquisti                     |
| R.               | Nome             | da           | Modalità                     |
| ---------------- | ---------------- | ------------ | ---------------------------- |
| D                | Marcos Senesi    | Feyenoord    | definitivo (15 milioni €)    |
| C                | Marcus Tavernier | Blackburn    | definitivo (11,90 milioni €) |
| P                | Neto             | Barcellona   | gratuito                     |
| D                | Joe Rothwell     | Blackburn    | definitivo (gratuito)        |
| D                | Ryan Fredericks  | West Ham Utd | definitivo (gratuito)        |
| Altre operazioni |                  |              |                              |
| R.               | Nome             | da           | Modalità                     |

| Cessioni         | Cessioni         | Cessioni      | Cessioni              |
| R.               | Nome             | a             | Modalità              |
| ---------------- | ---------------- | ------------- | --------------------- |
| C                | Robbie Brady     | Preston N.E.  | definitivo (gratuito) |
| D                | Zeno Ibsen Rossi | Cambridge Utd | definitivo            |
| D                | Gary Cahill      | -             | svincolato            |
| Altre operazioni |                  |               |                       |
| R.               | Nome             | a             | Modalità              |
| D                | Gavin Kilkenny   | Stoke City    | prestito              |
| D                | Jack Stephens    | Southampton   | fine prestito         |

#### Sessione invernale
| Acquisti | Acquisti            | Acquisti     | Acquisti                     |
| R.       | Nome                | da           | Modalità                     |
| -------- | ------------------- | ------------ | ---------------------------- |
| D        | Ilya Zabarnyi       | Dinamo Kiev  | definitivo (22,7 milioni €)  |
| A        | Dango Ouattara      | Lorient      | definitivo (22,5 milioni €)  |
| A        | Antoine Semenyo     | Bristol City | definitivo (10,25 milioni €) |
| D        | Matías Viña         | Roma         | prestito (750 mila €)        |
| P        | Darren Randolph     | West Ham Utd | definitivo (gratuito)        |
| C        | Hamed Junior Traoré | Sassuolo     | temporaneo (prestito)        |

| Cessioni | Cessioni           | Cessioni     | Cessioni              |
| R.       | Nome               | a            | Modalità              |
| -------- | ------------------ | ------------ | --------------------- |
| C        | Ben Pearson        | Stoke City   | temporaneo (prestito) |
| A        | Siriki Dembélé     | Auxerre      | temporaneo (prestito) |
| C        | Emiliano Marcondes | Nordsjælland | temporaneo (prestito) |
| C        | Jamal Lowe         | QPR          | temporaneo (prestito) |

## Risultati

### Premier League

#### Girone di andata
| Arbitro: | Bankes |

|                    |           |  |
| Lerma 2’ Moore 80’ | Marcatori |  |

| Arbitro: | Coote |

|                                                       |           |  |
| Gündoğan 19’ De Bruyne 31’ Foden 37’ Lerma 79’ (aut.) | Marcatori |  |

| Arbitro: | Pawson |

|  |           |                             |
|  | Marcatori | 5’, 11’ Ødegaard 54’ Saliba |

| Arbitro: | Attwell |

| |           |  |
| Díaz 3’, 85’ Elliott 6’ Alexander-Arnold 28’ Firmino 31’, 62’ van Dijk 45’ Mepham 46’ (aut.) Carvalho 80’ | Marcatori |  |

| Bournemouth 31 agosto 2022, ore 19:30 WEST 5ª giornata | Bournemouth | 0 – 0 referto | Wolverhampton | Vitality Stadium (10 113 spett.)\| Arbitro: \| Taylor \| |
| Arbitro:                                               | Taylor      |               |               |                                                          |

| Arbitro: | Oliver |

|                                  |           |                                     |
| Kouyaté 33’ Johnson 45+2’ (rig.) | Marcatori | 51’ Billing 63’ Solanke 87’ Anthony |

| Arbitro: | Bond |

|  |           |                              |
|  | Marcatori | 28’ E. Ferguson 90+1’ Enciso |

| Arbitro: | Pawson |

|                 |           |             |
| Isak 67’ (rig.) | Marcatori | 62’ Billing |

| Bournemouth 1º ottobre 2022, ore 15:00 WEST 9ª giornata | Bournemouth | 0 – 0 referto | Brentford | Vitality Stadium (10 126 spett.)\| Arbitro: \| Bramall \| |
| Arbitro:                                                | Bramall     |               |           |                                                           |

| Arbitro: | Salisbury |

|                          |           |          |
| Billing 67’ Christie 71’ | Marcatori | 10’ Daka |

| Arbitro: | Scott |

|                              |           |                      |
| Diop 22’ Mitrović 52’ (rig.) | Marcatori | 2’ Solanke 29’ Lerma |

| Arbitro: | Brooks |

|  |           |          |
|  | Marcatori | 9’ Adams |

| Arbitro: | Coote |

|                                 |           |  |
| Zouma 45’ Benrahma 90+2’ (rig.) | Marcatori |  |

| Arbitro: | Taylor |

|                |           |                                          |
| Moore 22’, 49’ | Marcatori | 57’ Sessegnon 73’ Davies 90+2’ Bentancur |

| Arbitro: | Harrington |

|                                                            |           |                                      |
| Rodrigo 3’ (rig.) Greenwood 60’ Cooper 68’ Summerville 84’ | Marcatori | 7’ Tavernier 19’ Billing 48’ Solanke |

| Arbitro: | Pawson |

|                                     |           |  |
| Tavernier 18’ Moore 25’ Anthony 69’ | Marcatori |  |

| Arbitro: | Hooper |

|                       |           |  |
| Havertz 16’ Mount 24’ | Marcatori |  |

| Arbitro: | Marriner |

|  |           |                  |
|  | Marcatori | 19’ Ayew 36’ Eze |

| Arbitro: | Salisbury |

|                                    |           |  |
| Casemiro 23’ Shaw 49’ Rashford 86’ | Marcatori |  |

#### Girone di ritorno
| Arbitro: | Gillett |

|                             |           |  |
| Toney 39’ (rig.) Jensen 75’ | Marcatori |  |

| Arbitro: | A. Madley |

|             |           |              |
| Anthony 28’ | Marcatori | 83’ Surridge |

| Arbitro: | Pawson |

|            |           |  |
| Mitoma 87’ | Marcatori |  |

| Arbitro: | Attwell |

|            |           |               |
| Senesi 30’ | Marcatori | 45+2’ Almirón |

| Arbitro: | Salisbury |

|  |           |               |
|  | Marcatori | 49’ Tavernier |

| Arbitro: | Tierney |

|           |           |                                                     |
| Lerma 83’ | Marcatori | 15’ Álvarez 29’ Haaland 45’ Foden 51’ (aut.) Mepham |

| Arbitro: | Kavanagh |

|                                   |           |                       |
| Partey 62’ White 70’ Nelson 90+7’ | Marcatori | 1’ Billing 57’ Senesi |

| Arbitro: | Brooks |

|             |           |  |
| Billing 28’ | Marcatori |  |

| Arbitro: | Jones |

|                                |           |  |
| Luiz 7’ Ramsey 80’ Buendía 89’ | Marcatori |  |

| Arbitro: | Bankes |

|                           |           |             |
| Tavernier 50’ Solanke 79’ | Marcatori | 16’ Pereira |

| Arbitro: | Coote |

|  |           |             |
|  | Marcatori | 40’ Billing |

| Arbitro: | A. Madley |

|                     |           |                                     |
| Son 14’ Danjuma 88’ | Marcatori | 38’ Viña 51’ Solanke 90+5’ Ouattara |

| Arbitro: | Taylor |

|  |           |                                             |
|  | Marcatori | 5’ Antonio 12’ Paquetá 43’ Rice 72’ Fornals |

| Arbitro: | England |

|  |           |               |
|  | Marcatori | 50’ Tavernier |

| Arbitro: | Kavanagh |

|                                          |           |             |
| Lerma 20’, 24’ Solanke 63’ Semenyo 90+1’ | Marcatori | 32’ Bamford |

| Arbitro: | Brooks |

|          |           |                                            |
| Viña 21’ | Marcatori | 9’ Gallagher 82’ Badiashile 86’ João Félix |

| Arbitro: | Salisbury |

|              |           |  |
| Eze 39’, 58’ | Marcatori |  |

| Arbitro: | Kavanagh |

|  |           |             |
|  | Marcatori | 9’ Casemiro |

| Arbitro: | Attwell |

|              |           |  |
| Doucouré 57’ | Marcatori |  |

### FA Cup
| Arbitro: | Robinson |

|                          |           |                                 |
| Christie 12’ Solanke 48’ | Marcatori | 6’, 57’ Benson 39’, 43’ Zaroury |

### EFL Cup
| Arbitro: | Salisbury |

|                           |                      |                                        |
| Hugill 22’ Idah 83’       | Marcatori            | 43’ Marcondes 90+2’ Genesini           |
| Pukki Cantwell Gibbs Idah | Tiri di rigore 3 – 5 | Marcondes Cook Anthony Saydee Christie |

| Arbitro: | England |

|                                                 |           |          |
| Lowe 7’ Stanislas 47’ Marcondes 78’ Anthony 82’ | Marcatori | 67’ Gray |

| Arbitro: | Brooks |

|                  |           |  |
| Smith 67’ (aut.) | Marcatori |  |

## Statistiche

### Statistiche di squadra
| Competizione   | Punti | In casa | In casa | In casa | In casa | In casa | In casa | In trasferta | In trasferta | In trasferta | In trasferta | In trasferta | In trasferta | Totale | Totale | Totale | Totale | Totale | Totale | DR  |
| Competizione   | Punti | G       | V       | N       | P       | Gf      | Gs      | G            | V            | N            | P            | Gf           | Gs           | G      | V      | N      | P      | Gf     | Gs     | DR  |
| -------------- | ----- | ------- | ------- | ------- | ------- | ------- | ------- | ------------ | ------------ | ------------ | ------------ | ------------ | ------------ | ------ | ------ | ------ | ------ | ------ | ------ | --- |
| Premier League | 39    | 19      | 6       | 4       | 9       | 20      | 28      | 19           | 5            | 2            | 12           | 17           | 43           | 38     | 11     | 6      | 21     | 37     | 71     | -34 |
| FA Cup         | -     | 1       | 0       | 0       | 1       | 2       | 4       | 0            | 0            | 0            | 0            | 0            | 0            | 1      | 0      | 0      | 1      | 2      | 4      | -2  |
| League Cup     | -     | 1       | 1       | 0       | 0       | 4       | 1       | 2            | 0            | 1            | 1            | 2            | 3            | 3      | 1      | 1      | 1      | 6      | 4      | +2  |
| Totale         | -     | 21      | 7       | 4       | 10      | 26      | 33      | 21           | 5            | 3            | 13           | 19           | 46           | 42     | 12     | 7      | 23     | 45     | 79     | -34 |

### Andamento in campionato
| Giornata  | 1 | 2  | 3  | 4  | 5  | 6  | 7  | 8  | 9  | 10 | 11 | 12 | 13 | 14 | 15 | 16 | 17 | 18 | 19 | 20 | 21 | 22 | 23 | 24 | 25 | 26 | 27 | 28 | 29 | 30 | 31 | 32 | 33 | 34 | 35 | 36 | 37 | 38 |
| --------- | - | -- | -- | -- | -- | -- | -- | -- | -- | -- | -- | -- | -- | -- | -- | -- | -- | -- | -- | -- | -- | -- | -- | -- | -- | -- | -- | -- | -- | -- | -- | -- | -- | -- | -- | -- | -- | -- |
| Luogo     | C | T  | C  | T  | C  | T  | C  | T  | C  | C  | T  | C  | T  | C  | T  | C  | T  | C  | T  | T  | C  | T  | C  | T  | C  | T  | C  | T  | C  | T  | T  | C  | T  | C  | C  | T  | C  | T  |
| Risultato | V | P  | P  | P  | N  | V  | P  | N  | N  | V  | N  | P  | P  | P  | P  | V  | P  | P  | P  | P  | N  | P  | N  | V  | P  | P  | V  | P  | V  | V  | V  | P  | V  | V  | P  | P  | P  | P  |
| Posizione | 3 | 11 | 15 | 17 | 16 | 13 | 18 | 12 | 13 | 8  | 10 | 12 | 14 | 14 | 17 | 14 | 14 | 15 | 16 | 17 | 18 | 19 | 19 | 17 | 19 | 20 | 18 | 19 | 17 | 15 | 14 | 15 | 14 | 13 | 14 | 14 | 15 | 15 |

Legenda:

Luogo: C = Casa; T = Trasferta. Risultato: V = Vittoria; N = Pareggio; P = Sconfitta.